# أتريوس

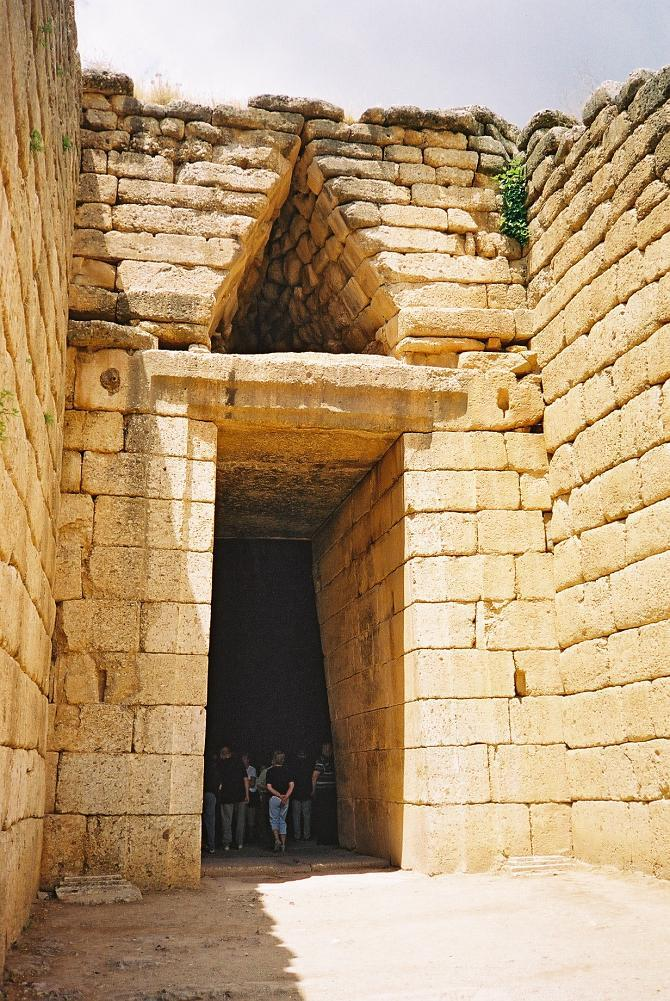
مدخل إلى قبر (tholos) أتريوس ("خزنة أتريوس") والذي بني حوالي العام 1250 قبل الميلاد في موكناي.

أتريوس (باليونانية: Ἀτρεύς)‏ هو شخصية في الأساطير اليونانية. وهو ملك موكناي في بيلوبونيز، وهو ابن بيلوبس وهيبوداميا، والد أجاممنون ومينلاوس. ويعرف ذريته باسم الأرتيديون.
تم نفي أتريوس وأخيه التوأم ثيتيس من قبل والدهما بعد أن قتلا أخاهما غير الشقيق خريسيبوس وذلك طمعا في عرش أولمبيا. لجأ الأخوان إلى موكناي، حيث ارتقيا إلى العرش في غياب الملك يوريسثيوس، الذي كان يقاتل الهرقليين. كان يوريسثيوس ينوي جعل قيادتهم مؤقتة، ولكنها أصبحت دائمة بعد وفاته في المعركة.
وفقا لمعظم المصادر القديمة، فإن أتريوس هو والد بليسثينوس، ولكن بعض الشعراء الغنائيين (مثل إيبيكوس وبقليدس) فإن بليسثينيدس (ابن بليسثينوس) تم استخدامه كاسم بديل لأتريوس. يستخدم مصطلح «الأرتيديون» للإشارة إلى أبنائه أجاممنون ومينيلاوس، ويستخدم أحيانا للإشارة لأحفاد أتريوس اللاحقين.

## بيت أتريوس

### تانتالوس
يبدأ بيت أتريوس مع تانتالوس. كات تانتالوس أحد أبناء زيوس وكانت له علاقات طيبة مع الآلهة، لكنه أراد أن يختبر علمهم بكل شيء بأن يذبح ابنه بيلوبس ويجعله طعاما للآلهة. فهم الآلهة على الفور ما حدث لأنهم كانوا يعرفون طبيعة اللحم الذي قدم لهم ولم يأكلوا منه. لكن ديميتر، التي كانت مشتتة الذهن لأن هادس اختطف ابنتها بيرسيفون، فقد أكلت كتف بيلوبس. ألقت الآلهة بتانتالوس في العالم السفلي، ليقف للأبد في بركة ماء تحت شجرة الفاكهة ذات فروع منخفضة. كلما مد رأسه نحو الفاكهة فإن فروعها ترتفع بعيدا عنه. وكلما انحنى ليشرب فإن المياه تنحسر قبل أن يتمكن من الشرب. أما بيلوبس فأعادته الآلهة إلى الحياة، وأبدلته قطعة من العاج محل عظام الكتف، وهي علامة ستبقى في أسرته إلى الأبد.

### بيلوبس وهيبوداميا
تزوج بيلوبس من هيبوداميا بعد فوزه في سباق العربات على والدها الملك أوينماوس، وذلك بأن قام دبر عملية تخريب عربته ما تسبب في موته. وقد تم تخريب العربة من قبل مرتيلوس خادم الملك، الذي قتل على يد بيلوبس، وتختلف الروايات في المصادر القديمة على سبب قتله، إلا أن مرتيلوس لعن بيلوبس ونسله قبل أن يموت.

### أتريوس وثيتيس وخريسيبوس
أنجب بيلوبس وهيبوداميا العديد من الأبناء؛ وكان من بينهم أتريوس وثيتيس. تروي الأسطورة، أنهما قتلا خريسيبوس، الذي كان أخاهما غير الشقيق. تم نفي هيبوداميا مع ابنيها بسبب الجريمة، ورحلوا إلى موكناي، حيث شنقت هيبوداميا نفسها.
تعهد أتريوس بالتضحية بأفضل غنمه للإلهة أرتميس. وعندما بحث داخل قطيعه اكتشف حملا ذهبيا، ومنحه لزوجته أيروبي كي يخفيه عن الآلهة. وبدورها منحت الحمل لثيتيس، شقيق أتريوس والذي كان عشيقها، ثم قام ثيتيس بإقناع أتريوس بأن صاحب الحمل سيكون الملك. أخرج ثيتيس الحمل من عنده وطالب بالعرش.
استعاد أتريوس العرش بأن استفاد من نصيحة تلقاها من هيرميز. وافق ثيتيس لإعاددة المملكة مرة العرش له إلى عادت الشمس إلى الوراء في السماء، وهو أمر لم يكن عصيا على زيوس. فاستعاد أتريوس العرش ونفى ثيتيس.
علمت أتريوس بخيانة أيروبي له مع ثيتيس وخطط للانتقام. فقتل أبناء ثيتيس وطبخهم، واحتفظ بأيديهم وأقدامهم. ثم خدع ثيتيس ليجعله يأكل لحم أبنائه ومن ثم سخر منه وهو يحمل الأيدي والأرجل. واضطر ثيتيس للعيش في المنفى لأكله لحم البشر. سأل ثيتيس الكاهنة بما يجب فعله، ونصحته أن ينجب ابنا من ابنته بيلوبيا، وهذا الولد سيقتل أتريوس. ولدت ابنته ولدا يدعى إيجيسثوس، إلا أنها تخلت عن هذا الولد بسبب إحساسها بالعار. عثر أحد الرعاة على إيجيسثوس الرضيع وأعطاه لأتريوس الذي رباه كابنه. ولكن عندما بلغ إيجيسثوس كشف له ثيتيس الحقيقة وأنه كان أباه وجده. قتل أتريوس على يد إيجيسثوس. أنجب أتريوس من أيروبي ولدان هما أجاممنون ومينيلوس، وابنة تدعى أناكسيبيا.
تزوج أجاممنون من كليتيمنيسترا، وتزوج مينيلوس من شقيقتها هيلين (والتي عرفت فيما بعد باسم هيلين الطروادية). قام باريس الطروادي بأخذ هيلين معه، وهو ما أشعل حرب طروادة.

### أجاممنون، إيفيجينيا، كليتيمنيسترا، إيجيسثوس، أوريستيس، وإلكترا
كان أجاممنون قد أغضب الإلهة أرتميس لأنه قتل غزالا في بستانها المقدس، وتفاخر بعد ذلك أنه صياد أفضل منها. أمرت أرتميس الرياح بالركود فلم يبحر أسطول أجاممنون. أخبره متنبئ يدعى كالخاس أن عليه التضحية بأثمن ما يملك في السنة التي قتل فيها الغزال ليسترضي أرتميس. وكان هذه سنة ولادة ابنته الأولى، إيفيجينيا. أرسل أجاممنون في طلبها (تروي بعض النسخ من القصة أنه أخبرها أنها ستصبح زوجة أخيل)، قبلت إيفيجينيا اختيار والدها. حاولت كليتيمنيسترا منع إيفيجينيا من الرحيل دون جدوى. بعد القيام الفعل، كان أسطول أجاممنون لتتمكن من الحصول على قدم وساق. إلا أن أرتميس، حولت إيفيجينيا إلى غزال وهي على المذبح دون أن يلاحظ أحد، وأخذتها إلى أرض كولخيس البعيدة، ولتصبح كاهنة عندها هناك.
غضبت كليتيمنيسترا من مقتل ابنتها، وبدأت علاقة مع إيجيسثوس. وعندما عاد أجاممنون، أعدت له زوجته حماما قبل الوليمة، وأعطته ثوبا ليست به فتحة رأس، ثم طعنه حتى الموت وهو في مرتبك.
كان ابن أجاممنون الوحيد، أوريستيس، صغيرا عندما قتل والده. تم إرساله إلى المنفى. وكان هو الوريث الشرعي ويمثل خطرا على عمه غاصب العرش. أقسم أوريستيس على الانتقام. كان يعرف أن من واجبه الانتقام لمقتل والده، ولكنه رأى أيضا أنه سيقتل والدته أيضا، الأمر الذي جعله مشتتا.
دعى أوريستيس الإله أبولو الذي نصحه بقتل أمه. أدرك أوريستيس أنه يجب أن ينهي هذه لعنة على أسرته وينتقم على أن يأتي هذا بالهلاك عليه. وبعد أن قتل أوريستيس أمه، هام في الأرض وهو يشعر بالذنب. بعد سنوات عديدة، ناشد لأثينا أن تغفر له. وانتهت هكذا لعنة بيت أتريوس.
هذه القصة هي الحبكة الرئيسية في ثلاثية أوريستيا للمسرحي إسخيلوس.